# Mine Mutlu
Mine Mutlu (* 28. November 1948 in Istanbul; † 18. September 1990 ebenda; bürgerlich Emine Özatmaca) war eine türkische Schauspielerin.

## Biografie
Mutlus richtiger Name ist Emine Özatmaca. 1966 gewann sie den Schönheitswettbewerb Türkiye Güzeli. Ihr Debüt gab sie im selben Jahr in dem Film Ben Bir Kanun Kaçağıyım. Sie spielte in zshreichen Filmen die Hauptrollen.
1978 heiratete sie Ünal Çulha. Aus dieser Ehe gingen die zwei Kinder Çağkan Çulha und  Büşra Çulha hervor. Ihr letzter Film war İntibah, welcher 1982 erschienen ist. Sie starb am 18. September 1990 nach einem einjährigen Kampf gegen Lungenkrebs und wurde auf dem Feriköy-Friedhof beigesetzt.

## Filmografie (Auswahl)
- 1966: Ben Bir Kanun Kaçağıyım
- 1967: Bana Kurşun İşlemez
- 1967: Killing Canilere Karşı
- 1970: Düşen Bir Yaprak Gibi
- 1970: Her Günaha Bir Kurşun
- 1970: İntikam Meleği
- 1970: Köye Dönen Yosma
- 1970: Zindandan Gelen Mektup
- 1975: Tatlı Tatlı
- 1975: Uçtu uçtu kuş uçtu
- 1976: Dolandırıcı Aşıklar
- 1976: Sevmek Ölesiye
- 1980: Beddua
- 1982: İntibah